# DeShawn Stevenson
DeShawn Stevenson (* 3. April 1981 in Fresno, Kalifornien) ist ein ehemaliger US-amerikanischer Basketballspieler. Von 2000 bis 2013 spielte er in der nordamerikanischen Profiliga NBA, zunächst für die Utah Jazz und später für fünf weitere Teams. In der Saison 2010/11 gewann Stevenson mit den Dallas Mavericks die NBA-Meisterschaft.

## Karriere

### Frühe Jahre und Draft
Stevenson wurde 1981 im kalifornischen Fresno geboren, wo er seine frühe Jugend verbrachte. Es gab viele Probleme im heimischen Elternhaus. So litt sein Vater an Schizophrenie und saß wegen einer Entführung mehrere Jahre im Gefängnis, weswegen er von seiner Mutter alleine aufgezogen wurde. Das wohl prägendste Erlebnis in seiner Kindheit passierte im Jahre 1993, als Stevenson zwölf Jahre alt war und sein eigener Vater seine Mutter strangulierte. Aufgrund dessen verbrachte Stevenson seine weitere Kindheit bei seinen Großeltern, welche in der kleinen Ortschaft Easton im Fresno County lebten. Auch sein Vater starb während seiner Jugend, als er 1999 im Gefängnis einem Krebsleiden erlag.
In Easton besuchte er die Washington Union High School, an welcher bald sein großes Basketballtalent erkannt wurde. Er führte sein Team im vorletzten Jahr zur Staatsmeisterschaft und erzielte als Senior durchschnittlich 30,4 Punkte, 9,7 Rebounds und 6,2 Assists. Obwohl er auch überlegte, direkt zum Profi zu werden, entschied er sich zunächst, die University of Kansas zu besuchen. Jedoch gab es Probleme, als er das Ergebnis seines Sat-Tests innerhalb von zwei Jahren von 450 auf 1150 Punkte steigern konnte. Aufgrund dieses ungewöhnlichen Leistungssprungs musste er seinen letzten Test wiederholen. Das nun erzielte Resultat von 650 Punkten reichte jedoch nicht aus, um am College für die NCAA zugelassen zu werden.
So meldete sich Stevenson doch für den Draft im Jahr 2000 an und wurde an 23. Stelle von den Utah Jazz ausgewählt.

### Utah Jazz
In Salt Lake City wurde er mit seinen 19 Jahren der jüngste Spieler der jemals für das Franchise spielte und startete. Jedoch durfte er nur in 40 der 82 Saisonspielen (bei zwei Nominierungen für die Starting Five) mitwirken und erzielte durchschnittlich 2,2 Punkte. Im zweiten Jahr konnte er seine Rolle im Team verbessern und spielte in 67 Spielen. Auffällig war seine im Vergleich zu späteren Jahren schwache 3-Punkte-Wurfquote von 8,3 % im ersten und 8,0 % im zweiten Jahr. 2001 wurde er zudem Zweiter beim Slam Dunk Contest.
In der Saison 2003/04 schaffte Stevenson es endgültig zum Starter und stand in allen seiner 54 Spielen für Utah in der Startformation. Außerdem erzielte er die beste Punkteausbeute seiner Karriere mit durchschnittlich 11,4 Punkten pro Spiel.

### Orlando Magic
Während der Saison wurde er zusammen mit einem zukünftigen Zweitrunden-Draftpick im Austausch für Gordan Giriček zu den Orlando Magic getradet. Dort spielte er in 26 weiteren Spielen und konnte seine Punkteausbeute mit 11,2 pro Spiel stabil halten.
In seiner ersten kompletten Saison in Orlando nahm Stevenson aufgrund von Verletzungen nur an 55 Spielen teil. Doch im folgen Jahr war er einer der großen Stützen im Team und stand während der kompletten Spielzeit in der Startaufstellung. Er spielte pro Spiel durchschnittlich 32 Minuten und erzielte 11 Punkte.

### Washington Wizards

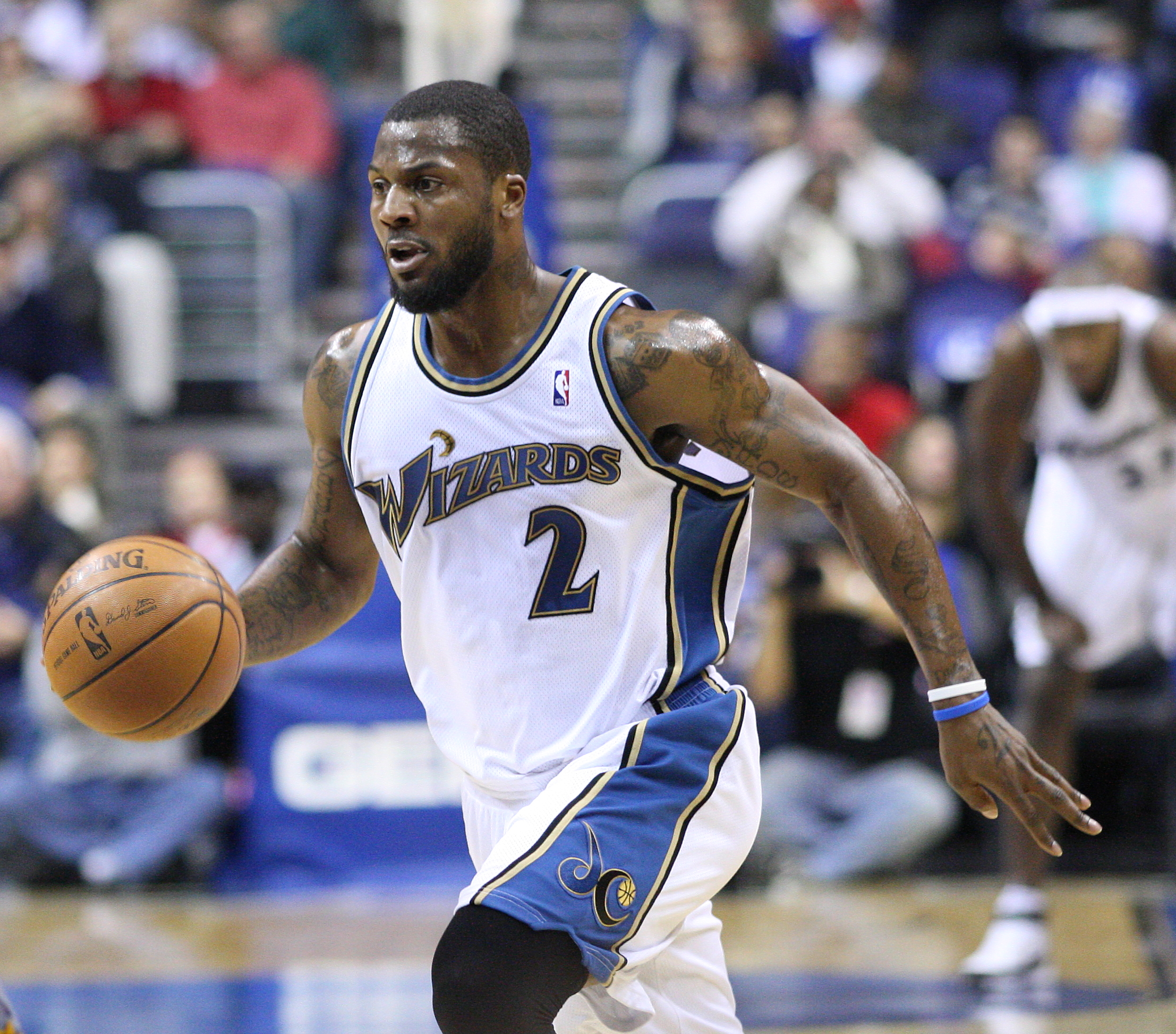
Stevenson im Trikot der Wizards

DeShawn Stevenson stieg anschließend aus seinen Vertrag aus und unterschrieb für zwei Jahre bei den Washington Wizards. Hierbei spielte er nur für das vorgeschriebene Minimalgehalt der NBA. Er wurde unter Trainer Eddie Jordan eine feste Größe in der Mannschaft und verbesserte sich in der anschließenden Sommerpause stark bei seinen Dreipunktwurf. So verwandelte er in der Spielzeit 2007/08 483 Dreier im Vergleich zu 183 im Vorjahr. Am 25. Februar 2008 verzeichnete Stevenson mit 33 Punkten im Spiel gegen die New Orleans Hornets einen persönlichen Rekord und erzielte den entscheidenden Dreipunktwurf zum Sieg. Er verlängerte anschließend seinen Vertrag um weitere vier Jahre.
Doch in den folgenden Spielzeiten ließen seine Leistungen für die Wizards nach. Er brachte nicht mehr dieselbe Effizienz wie zuvor und verlor viel Spielzeit an den aufstrebenden Guard Nick Young. Auch bekam er viel Kritik aufgrund von mehreren positiven Äußerungen über den wegen Waffenbesitzes suspendierten Gilbert Arenas. So war er am 13. Februar 2010 Teil des Deals, in welchem Caron Butler, Brendan Haywood und Stevenson für Josh Howard, Drew Gooden, James Singleton und Quinton Ross zu den Dallas Mavericks abgegeben wurden.

### Dallas Mavericks

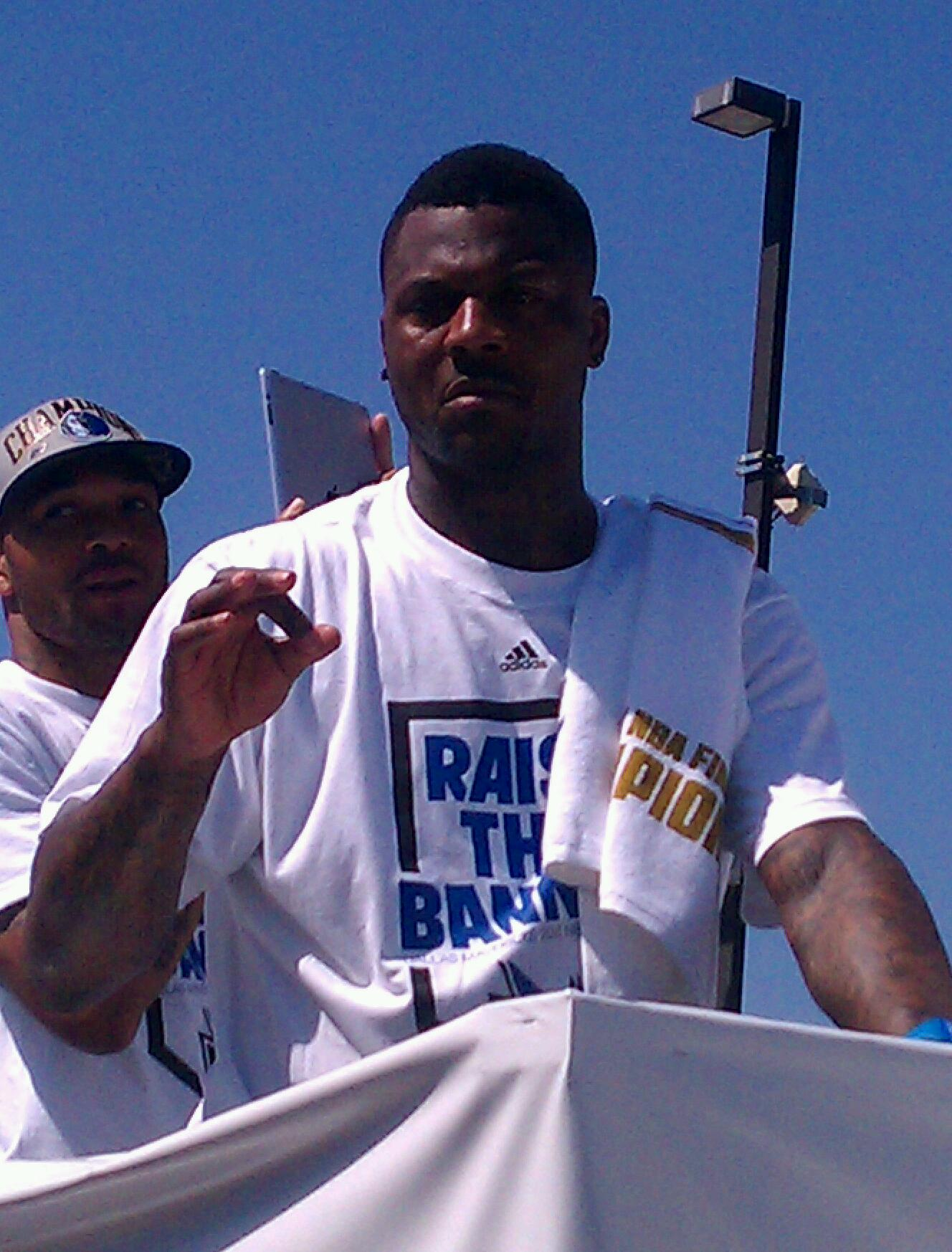
Stevenson bei der Meisterfeier der Mavericks (2011)

In Dallas wurde er der erste Spieler in der NBA-Historie, welcher die 92 als Rückennummer trug. Sie setzte aus der Nummer 9, welche er in Orlando trug, und der Nummer 2 zusammen, welche er in Utah und bei den Wizards bekommen hatte. In Dallas konnte er sich seinen Platz im Team von Rick Carlisle sichern. In der Saison 2010/11 startete er in 54 Spielen. Dabei überzeugte er weniger durch seine Offensive, obwohl er seine Wurfquoten wieder stabilisieren konnte, sondern mehr durch seine effiziente Defensivarbeit. So teilte er sich die Einsatzzeiten auf der Position des Shooting Guards mit den offensivstärkeren Jason Terry und J. J. Barea. Im Laufe der NBA-Finalserie 2011 verlor er zwar seinen Startplatz an Barea, doch konnte er weiterhin überzeugen und traf 13 von 23 Dreipunktwürfen, wobei er im entscheidenden sechsten Spiel neun Punkte zum Sieg der Mavericks beitragen konnte.
Besondere Aufmerksamkeit erreichte Stevenson durch seine persönliche Fehde mit Miamis Starspieler LeBron James, welche in seiner Zeit bei den Washington Wizards begann, als James damaliges Team die Cleveland Cavaliers die Wizards dreimal in den Playoffs bezwingen konnte. In den Play-offs 2011 sollte nun Stevenson das bessere Ende auf seiner Seite haben. Nach dem Gewinn der Meisterschaft verhöhnte er James mit einem T-Shirt, auf dem geschrieben stand: "Hey LeBron! How's my Dirk taste?" Darüber hinaus äußerte er sich kritisch über das Verhalten von Miamis Spielern während der Finalspiele.
Wenige Tage später wurde er in Irving wegen Trunkenheit in der Öffentlichkeit vorübergehend festgenommen. Gegen eine Kaution von 475 Dollar konnte er die Polizeistation wieder verlassen.

### New Jersey Nets
Nach der Saison wurde er Free Agent und unterschrieb kurz vor Saisonstart bei den New Jersey Nets einen Ein-Jahres-Vertrag über 2,5 Millionen Dollar. In der folgenden Saison kam er in 51 Saisonspielen zum Einsatz und erzielte 2,9 Punkte pro Spiel. Das Ziel, die Qualifikation für die Play-offs, wurde deutlich verpasst. Nach dem für das Franchise enttäuschenden Saisonverlauf lieferte sich Stevenson über die Medien einen verbalen Schlagabtausch mit Nets-Point-Guard Deron Williams, der öffentlich die Einstellung einiger Mitspieler kritisiert hatte.

### Atlanta Hawks
Nach nur einem Jahr wurde Stevenson (per „Sign-and-trade“) zusammen mit Jordan Farmar, Jordan Williams, Anthony Morrow und Johan Petro für Joe Johnson von den mittlerweile nach Brooklyn umgesiedelten Nets zu den Atlanta Hawks transferiert. Mit dem Trade von Stevenson und der Verpflichtung von Johnson hofften die Nets ihren eigenen Starspieler und Free Agent Deron Williams zum Verbleib bewegen zu können. Stevenson unterschrieb einen Dreijahresvertrag über 6 Mio. US-Dollar, welcher allerdings nicht garantiert war.
In seiner ersten Saison in Atlanta, in der er in 56 Spielen zum Einsatz kam, konnte Stevenson seine Trefferquote aus dem Feld (von 28 % auf 37 %) und von der 3-Punkte Linie (von 28 % auf 36 %) im Vergleich zur Vorsaison wieder erhöhen. Allerdings erzielte er nur 5,1 Punkte im Schnitt. In den Play-offs 2012–2013 verloren die Hawks in der ersten Runde gegen die Indiana Pacers mit 2:4. Stevenson trat kaum in Erscheinung. Er wurde in vier Partien eingesetzt und erzielte 2,3 Punkte pro Spiel. Nach der Saison wurde Stevenson von den Hawks aus seinem Vertrag entlassen und somit Free Agent. Die Hawks spekulierten auf eine Verpflichtung von DeMarre Carroll und mussten für ihn Platz in ihrem Kader schaffen.

### Karriereende
Drei Jahre nach seinem letzten Engagement in der NBA verkündete Stevenson im November 2016 seinen Rücktritt.